# Лель (приток Чёрной)
Лель — река в Пермском крае России, протекает в западной части Гайнского района. Является правым притоком реки Чёрная. Длина реки составляет 20 км.

## Гидрография
Берёт начало в болотистой местности вблизи границы Гайнского района с Койгородским районом Республики Коми, на высоте ≈199 м над уровнем моря, в 6 км южнее посёлка Пелес. От истока течёт ≈2,5 км на восток, затем преобладающим направлением течения до самого устья является северо-восток. Впадает в Чёрную, примерно в 3,5 км западнее села Верхняя Черная, на высоте 159 м над уровнем моря, в 86 км от устья.

### Притоки
В Лель впадает 3 притока (длиной от ≈3 км до ≈5,5 км).

## Данные водного реестра
По данным государственного водного реестра России относится к Камскому бассейновому округу, водохозяйственный участок реки — Кама от истока до водомерного поста у села Бондюг, речной подбассейн реки — бассейны притоков Камы до впадения Белой. Речной бассейн реки — Кама.
Код объекта в государственном водном реестре — 10010100112111100001648.